# ظاهرة فادن الطيفية
ظاهرة فادن الطيفية , بالإنجليزية : Faden Spectrum Phenomenon وهي ظاهرة كهربائية كمومية ناجمة عن تشوه التوافقيات الكلية على الأحمال السعوية (THDi)
وظهرت للمرة الأولى في إحدى الشاشات العملاقة في مدينة الخبر بالسعودية التي تعود ملكيتها لشركة فادن سبيكتروم.

## الظاهرة
تبدو الظاهرة – للوهلة الأولى – متعارضة مع أبجديات الثيرموديناميكا، حيث كانت حرارة الكابلات التي تغذي الشاشة مقاربة لدرجة حرارة الوسط ، فقط عند نقطة اختراق الكابلات لسقف لوحة MDB ترتفع الحرارة بشكل جنوني لتتجاوز ٨٠ درجة مئوية ، ثم تعود الكابلات لحرارتها الطبيعية بمجرد تجاوزها سقف اللوحة بمليمتر واحد.

## حل المشكلة
تم حل المشكلة سندا لتفسير درود الكمي لقانون أوم عبر استبدال المعدن الحديدي لسقف اللوحة بسقف آخر من مادة التفلون ذات العزل المغناطيسي الجيد بسماكة ٣ سم.
ببساطة , كانت الشاشة تعاني من حمل غير خطي أدى لنشوء توافقيات كبيرة خلقت حقولاً مغناطيسية لا تتعامد مع الحقل الكهربائي الأساسي مما أدى لظهور حقل حراري كبير عند مرور التيار بمعدن حديدي , ثم يختفي الحقل بمجرد تجاوز الكترونات الناقل للمعدن الحديدي للسقف.
كان كل الكترون لديه درجة حرارة الوسط , وبمجرد تأثره بالمعدن الحديدي لسقف اللوحة فإنه يكتسب تيار حمل حراري سرعان ما يفقده بمجرد تجاوزه لتأثير المعدن الحديدي.